# Toano
Toano là một đô thị ở tỉnh Reggio Emilia trong vùng Emilia-Romagna, có vị trí cách khoảng 60 km về phía tây của Bologna và khoảng 35 km về phía nam của Reggio Emilia. Tại thời điểm 31 tháng 12 năm 2004, đô thị này có dân số 4.443 và diện tích 67,5 km².
Đô thị Toano có các frazioni (các đơn vị cấp dưới, chủ yếu là các làng) Bargio, Bonzeto, Ca'Baccano, Ca'Bagnoli, Ca'Casalotto, Ca'Cavalletti, Ca'del Re, Ca'di Guglio, Ca'Marangone, Ca'Marastoni, Carbalano, Case Bonci, Cassinadro, Castagnola, Castelvecchio, Cavola, Cerredolo, Comenzano, Corneto, Frale, Il Margine, La Ca', La Collina, La Crocetta, La Guarrana, La Valle, Le Lezze, Lignano, L'Oca, Lupazzo, Manno, Massa, Montebiotto, Montechiodo, Monzone, Poggiolo, Polcione, Ponte Dolo, Quara, Riale, Riva di Cavola, Roncaciso, Roncolo, Rondanello, Sabbione di Cerrè Marrabino, Salvarana, Stiano, Svolta, Trarì, Vecchieda-Le Buche, and Vogno.
Toano giáp các đô thị: Baiso, Carpineti, Frassinoro, Montefiorino, Palagano, Prignano sulla Secchia, Villa Minozzo.